# Ptilinopus tannensis
El tilopo de Tanna (Ptilinopus tannensis) es una especie de ave columbiforme de la familia Columbidae endémica de Vanuatu. 

## Distribución y hábitat
El tilopo de Tanna además de en esta isla se encuentra en el resto del archipiélago de Vanuatu. Su hábitat natural son los bosques húmendos tropicales y los manglares isleños.